# Ка-27
Ка-27 (по кодификации НАТО Helix) — советский корабельный противолодочный вертолёт.
Вертолёт разработан ОКБ Камова под руководством главного конструктора Николая Ильича Камова, в дальнейшем — С. В. Михеева (Н. И. Камов умер в ноябре 1973 г). Опытный образец вертолёта «252» поднялся в воздух 8 августа 1973 года.
На основе базовой машины «252» были разработаны две основные модификации для ВМФ — противолодочный вертолёт Ка-27 и поисково-спасательный Ка-27ПС, а в дальнейшем и транспортно-боевой вертолёт для морской пехоты Ка-29 и гражданский многоцелевой вертолёт Ка-32.
Ка-27 (иногда встречается обозначение Ка-27ПЛ) предназначен для обнаружения, отслеживания и уничтожения подводных лодок, следующих на глубине до 500 м на скоростях до 75 км/ч в районах поиска, удалённых от корабля базирования до 200 км при волнении моря до 5 баллов днём и ночью в простых и сложных метеоусловиях. Вертолёт может обеспечивать выполнение тактических задач как одиночно, так и в составе группы и во взаимодействии с кораблями во всех географических широтах. Вертолёт может работать как с берегового аэродрома, так и с борта корабля.

## История создания
Проработка нового корабельного вертолёта взамен Ка-25 началась в КБ Камова ещё в 1968 году под индексом «252». В этом же году вышло Постановление ЦК КПСС и СМ СССР от 26 декабря 1968, о начале разработки новой поисково-прицельной системы для вертолёта.
Учения «Океан-70» показали, что Ка-25 явно устарел. 15 мая 1970 года Главком ВМФ адмирал флота Советского Союза С. Г. Горшков принял Главного конструктора Н. И. Камова, где заслушал о ходе работ по новому вертолёту. Будучи большим поклонником морской авиации, очевидно, Горшков дал добро на разработку.
3 апреля 1972 года ЦК КПСС и СМ СССР приняли постановление № 231-86, в соответствии с которым ОКБ Камова поручалось разработать тяжёлый корабельный противолодочный вертолёт Ка-252 no TTT ВВС и ВМФ от 28 октября 1971 года.
Заседание макетной комиссии по вертолёту состоялось в июле 1973 года.
Опытный образец вертолёта «252» поднялся в воздух 8 августа 1973 года (лётчик-испытатель Е. И. Ларюшин). Акт макетной комиссии Главком ВВС утвердил 27 августа 1973 года. 24 декабря выполнен первый полёт по кругу.
Государственные испытания 1978—1979 годов Ка-27ПЛ, КА-27ПС и Ка-28 в ГК НИИ ВВС выполнял лётчик-испытатель В. И. Ефимов. Он же проводил испытания Ка-27 по снижению метеоминимума при заходе на посадку.
В декабре 1977 года, ещё до окончания испытаний этапа «Б», было выдано заключение о запуске Ка-252 в серию на авиационном заводе в г. Кумертау. По разным причинам испытания и доводка вертолёта растянулись на 9 лет, и на вооружение он был принят 14 апреля 1981 года. Часть выявленных при испытаниях недостатков так и не были устранены.
В ноябре 1978 года за 9 дней на рейде в Феодосийским заливе была выполнена программа корабельных испытаний на корабле группового базирования ТАКР «Минск».
В 1979 году 2-я авиационная эскадрилья 830-го отдельного корабельного противолодочного Киркенесского вертолётного полка (аэр. Североморск-2) приступила к переучиванию на Ка-27, первые вертолёты перегонялись своим ходом с завода в 1980 году. Это была первая строевая часть, получившая Ка-27.

## Конструкция вертолёта
(технически все вертолёты типа Ка-27 значительно сложнее вертолётов типа Ми-8)

### Общие сведения
(Здесь и дале описание даётся применительно, в основном, к противолодочной модификации вертолёта)
Вертолёт построен с несущей системой соосной схемы. Винты трёхлопастные, противоположного вращения, складывающиеся назад «веером» на корабельной стоянке. Лопасти винтов изготовлены из стеклопластика, втулки лопастей — из титана.
Фюзеляж цельнометаллический, из алюминиевых сплавов, балочно-стрингерного типа. Для обеспечения продольной и путевой устойчивости установлено хвостовое оперение с двумя килями. Каждая шайба киля снабжена неуправляемым предкрылком и развёрнута носком к оси фюзеляжа.
Шасси четырёхопорное, неубирающееся, оснащённое гидравлической системой приподъёма вертолёта для удобства доступа в грузоотсек. Передние колёса самоориентирующиеся. Задние колёса оборудованы тормозами. Возможна установка лыж.
Силовая установка состоит из двух турбовальных двигателей ТВ3-117КМ третьей серии, с суммарной взлётной мощностью 2х2225 л. с. и редуктора ВР-252. Частота вращения несущих винтов в полёте стабилизирована. В качестве энергоузла для воздушного запуска двигателей используется ВСУ АИ-9.
Экипаж составляет 2-3-4 человека, в зависимости от модификации, на противолодочной модификации: летчика, штурмана (навигатора) и штурмана-оператора (поисково-прицельного комплекса).

### Несущая система
Включает два трёхлопастных воздушных винта и колонку. Верхний винт вращается по ходу часовой стрелки, а нижний — наоборот (при виде сверху). Все лопасти имеют шарнирную подвеску, позволяющую поворачиваться вокруг оси и совершать маховые движения в двух плоскостях. Ось вращения винтов наклонена вперёд на 4°30′. Диаметр винта составляет 15,9 метра, площадь ометания 198 м². По сравнению с винтом вертолёта Ка-25, на Ка-27 увеличено расстояние между верхним и нижним винтом, чтобы исключить перехлёст лопастей.
Лопасти винта — типа Д2-6. Все лопасти по конструкции одинаковые, прямоугольной формы, полностью изготовлены из стеклопластика. Полый лонжерон лопасти выклеен из высокопрочной стеклоткани АСТТ(б)-С на эпоксидном связующем ЭФ32-301. Носок лонжерона защищён от абразивного износа резиной, под которой наклеены ленты нагревательных элементов противообледенительной системы винта. В носок лонжерона вклеены центровочные стержни, залитые свинцом и закрытые резиной. Торец каждой лопасти закрыт обтекателем из нержавеющей стали, под которым расположены грузы весовой балансировки лопасти. Хвостовые секции лопастей изготовлены из органопластика с сотовым заполнителем из алюминиевой фольги. Стыки секций разделены вкладышами из губчатой резины. Комель лопасти изготовлен из титана марки ВТЗ-1.
Длина каждой лопасти от проушины комля до законцовки составляет 6980 мм. Все они имеют переменную геометрическую крутку, составляющую 5°50°. Профиль лопасти двояковыпуклый, несимметричный — NACA-23012. Каждая лопасть нижнего винта снабжена противофлаттерным П-образным подвижным грузом с двумя шариковыми набалдашниками.
Колонка винта состоит из верхней и нижней втулок винтов, верхнего и нижнего автоматов перекоса, верхней и нижней ползушек, верхнего и нижнего токосъёмников, механизма общего и дифференциального шага МОДШ.
При корабельной стоянке в ограниченном пространстве все лопасти винта могут складывается. Поворот каждой лопасти производится вручную с помощью специальной штанги с захватом.

### Фюзеляж и оперение
Фюзеляж обтекаемой формы. Представляет собой полумонокок балочно-стрингерного типа. Состоит из передней и хвостовой частей, оперения и гондолы двигателей. В поперечный набор включены 20 шпангоутов, в продольном имеется две верхние силовые балки, две нижние балки, набор стрингеров и местные балочки. Конструктивно фюзеляж разделён на кабину экипажа, грузовую кабину и хвостовую балку. В передней кабине размещаются 2 рабочих места лётчика и штурмана, в грузовой — штурмана-оператора (в противолодочном варианте) и стойки с оборудованием. Под полом грузовой кабины расположен бомбовый отсек и отсеки топливных баков.
Кабина экипажа расположена между шп. № 1 и № 4а. Слева и справа кабины имеется по сдвижной двери с остеклением, причём правая дверь более широкая. Обе двери в аварийной ситуации могут сбрасываться.
В кабине размещаются места лётчика и штурмана, приборная доска лётчика, приборная доска штурмана, верхний пульт управления и центральный пульт между сидениями. Проход в кабину экипажа из грузовой кабины осуществляется по проёму с правого борта. В проёме на потолке кабины находится распределительное устройство РУ-10. В грузовой кабине оборудовано рабочее место штурмана-оператора с приборной доской, различное оборудование, топливные баки № 5. Для входа в грузовую кабину на левом борту сзади имеется сдвижная дверь.
Все приборные доски вертолёта окрашены изумрудно-зелёной матовой эмалью. Освещение бестеневое красно-белое, локальным освещением приборных панелей и внутренним подсветом надписей и символов на пультах управления через светопроводы.
Под полом грузовой кабины, между шп. № 4-14, находится отсек сбрасываемого вооружения, закрываемый парой подвижных створок. Между шп. № 14-16 находится отсек «Рось-В» (гидроакустической станции), также закрываемый парой створок.
На спасательном варианте вертолёта отсутствует рабочее место оператора и стойки со специальной аппаратурой. В районе прохода организовано рабочее место бортового техника, в грузовой кабине по бортам имеются откидные сидения для пассажиров, и на одном из них размещается фельдшер-спасатель.
Хвостовая часть фюзеляжа служит для крепления хвостового оперения. Всё внутреннее пространство представляет собой технический отсек с различным оборудованием, доступ в который осуществляется через откидываемую вверх створку по левому борту.
Горизонтальное оперение состоит из фиксированного стабилизатора с углом установки 0±15′. Вертикальное оперение состоит из двух киль-шайб с отклоняемыми рулями направления. Каждая киль-шайба снабжена неуправляемым предкрылком и развёрнута носком к оси фюзеляжа на 12°30′. Рули направления могут отклонятся синхронно в обе стороны на 22°.
Гондола силовой установки расположена сверху фюзеляжа и служит для размещения двух двигателей ТВЗ-117КМ, редуктора ВР-252, вспомогательной силовой установки АИ-9, рулевой системы РС-60, вентилятора и маслорадиаторов, блоков и агрегатов систем вертолёта. Двигатели закрываются откидываемыми вбок крышками, для доступа к остальным агрегатам имеются съёмные панели. Между двигателями расположена съёмная противопожарная перегородка.

### Силовая установка
(См. описание двигателей ТВ3-117 в отдельной статье)
Состоит из двух маршевых двигателей ТВ3-117КМ 3-й серии (буквы КМ — означают модификацию исполнения: Камов, морской), планетарного редуктора ВР-252 и вспомогательной силовой установки АИ-9.
Двигатель включает основные узлы:
- осевой 12-ступенчатый компрессор с регулируемым входным направляющим аппаратом и направляющими аппаратами первых четырёх ступеней
- кольцевая прямоточная камера сгорания
- осевая 2-ступенчатая турбина компрессора
- осевая 2-ступенчатая свободная турбина для отбора мощности
- выхлопной патрубок
- корпус передней опоры с коробкой приводов

Раскрутка двигателя при запуске воздушная. Воздух отбирается от ВСУ АИ-9. Применяемые топлива: Т-1, ТС, РТ и зарубежные аналоги. Масло в маслосистеме двигателя — Б-3В, синтетическое, токсичное.
Основные данные двигателя:
- длина с выхлопным патрубком — 2060 мм
- ширина — 650 мм
- высота — 730 мм
- сухая масса — 285 кг
- обороты турбокомпрессора (100 %) — 19500 об/мин
- обороты свободной турбины (100 %) — 15000 об/мин
- мощность на режимах:
  - взлётный — 2225 л. с.
  - номинальный — 1700 л. с.
  - 1-й крейсерский — 1500 л. с.
  - 2-й крейсерский — 1200 л. с.
  - малый газ — не более 200 л. с.

При 100 % оборотов свободной турбины несущие винты имеют 272 об/мин, что по указателю оборотов соответствует 90,2 %.
Редуктор ВР-252 представляет собой самостоятельный агрегат, который суммирует мощность двигателей и передаёт её на валы несущих винтов. Также редуктор обеспечивает привод вертолётных агрегатов. Для смазки в редуктор заливается 43 литра масла Б-3В.
На коробке приводов редуктора установлены следующие агрегаты:
- два генератора ГТ40ПЧ8Б
- два гидронасоса НП95А-5
- воздушный компрессор АК-50Т1 сер. 2
- вентилятор и тормоз несущих винтов
- маслоагрегат редуктора
- датчик тахометра Д-1МТ

Двигатель АИ-9 служит только для запуска маршевых двигателей путём подачи сжатого воздуха к стартёру.
Основные данные:
- Номинальная частота вращения: 38500 ± 500 об/мин
- Количество отбираемого воздуха: 0,38 кг/с
- Полное давление отбираемого воздуха, не менее: 2,4 кгс/см3
- Температура отбираемого воздуха не менее 130 С°
- Расход топлива, не более: 75 кг/ч
- Режим работы — три последовательных отбора воздуха на запуск
- Время непрерывной работы не более 13 мин
- Температура газов за турбиной не более 720 С°, допустимый заброс при запуске не более 850 С°
- Сухая масса: 45 кг

В систему запуска двигателей входит:
- ГТД АИ-9
- стартер воздушный СВ-78
- пусковая панель АПД-78А
- агрегат зажигания СК-22-2К
- две свечи СП-26П3Т
- топливная система
- клапан наддува воздуха

Программа запуска одного двигателя рассчитана по времени на 55 секунд, либо она прекращается раньше при достижении оборотов турбокомпрессора 60-65 %.

### Шасси
Шасси неубираемое, четырёхопорное, с двумя передними и двумя задними амортстойками. Все стойки представляют собой гидравлические агрегаты, призванные служить для поглощения ударов при приземлении вертолёта и гашения колебаний типа «земной резонанс». Также все стойки оборудованы механизмом приподъема вертолёта, для облегчения доступа в бомбоотсек и вообще к нижней части фюзеляжа, которая имеет очень небольшой просвет. Колёса передних стоек поворотные, самоориентирующиеся, нетормозные, оборудованы демпферами Шимми и механизмом установки по потоку в полёте. Амортизаторы однокамерные газо-масляные. Тип колёс — 44-1 (модель 7), размер 400×1500 мм. Давление зарядки воздуха — до 8 кгс/см2.
Задние стойки несут основную нагрузку. На них установлены двухкамерные жидкостно-газовые амортизаторы с торможением на прямом и обратном ходу. Колёса типа КТ-96А, с зарядным давлением воздуха до 10 кгс/см2. Тормоза гидравлические колодочного типа (12 колодок на колесо) с камерой.
Масло стоек — АМГ-10.

### Баллонеты
Должны обеспечивать плавучесть вертолёта при посадке на воду. На практике вертолёт Ка-27 при неработающих двигателях на воде неустойчив и через некоторое время переворачивается, что, впрочем, не мешает экипажу воспользоваться спасательными средствами.
Баллонеты расположены снизу по бортам фюзеляжа. Они изготовлены из водонепроницаемой ткани типа «23М», свёрнуты и закрыты откидываемыми крышками. Для наполнения баллонет воздухом служат два баллона высокого давления УБЦ-20-1, заряжаемые воздухом до давления 145 кг/см2. Ёмкость каждого баллона составляет 20 литров, что явно недостаточно для накачки баллонет. Поэтому в системе применяются эжекторы, позволяющие дополнительно забирать забортный воздух при наполнении баллонет. Соотношение сжатого и эжектируемого воздуха 1:2 соответственно. Подача воздуха происходит при подрыве пиропатрона ПП-3 в пироголовке баллона. Активация системы надува баллонет только ручная, кнопкой на ручке общего шага. Время полного наполнения составляет 4-6 секунд.

### Система управления
Включает:
- продольно поперечное управление от ручки продольно-поперечного управления, связанной с автоматом перекоса нижнего винта
- путевое управление от педалей, связанных через МОДШ, связанных с ползушками верхнего и нижнего винта и рулями направления
- управление общим шагом от ручки общего шага («шаг-газ»), связанной через МОДШ с ползушками верхнего и нижнего винтов и рычагами изменения мощности двигателей

Для уменьшения усилий в схему управления включены необратимые гидроусилители, объединённые в единый блок рулевой системы РС-60. Для автоматического управления полётом используется автопилот ВУАП-1
При стоянке вертолёта несущий винт фиксируется от самопроизвольного вращения тормозом винта.

### Гидравлическая система вертолёта
Предназначена для привода гидравлических усилителей системы управления, тормозов колёс, створок бомбоотсека, створок люка ГАС, приподъема вертолёта. Состоит из основной, дублирующей и вспомогательной систем. Гидробак для основной и вспомогательной системы общий, с перегородкой, у дублирующей — отдельный. Во всех системах применяется масло АМГ-10. Для предотвращения кавитации насосов гидробаки наддуваются воздухом, отбираемым от 7-х ступеней компрессоров двигателей.
Источниками давления в основной и дублирующей г/с являются плунжерные насосы переменной производительности НП92А-5 на редукторе ВР-252, и гидроаккумуляторы. Во вспомогательной системе установлена электрическая насосная станция НС-46 и ручной насос НР-1. Эта система штатно предназначена для обеспечения функционирования системы приподъема вертолёта, тормозов задних колёс, управления створками бомболюка и ГАС. В случае необходимости она может кратковременно подключаться на систему управления вертолётом.
Давление в основной и дублирующей системах — 64÷90 кг/см². Рабочее давление во вспомогательной системе — 150 кг/см². Рабочий диапазон температур гидромасла от -50 до +85°С.

### Топливная система вертолёта
Состоит из 10 баков, объединённых в левую и правую группы по 5 баков. В бомбоотсеке могут дополнительно устанавливаться два подвесных бака № 6. Заправка производится централизовано через стандартизированный заправочный узел, либо раздаточным пистолетом. Заливные горловины имеются у баков № 1, 4, 5 и 6. Расходные баки № 2.
Суммарная вместимость баков при централизованной заправке составляет 2940 литров, с 6 баками — 3840 литров. При необходимости можно долить топливо через верхние горловины, и тогда в баки 1-5 помещается 3270 литров, а в баки 1-6 (с доп.) можно залить 4270 литров.
Основные баки 1-4 мягкие и размещены под полом грузовой кабины. Баки № 5 размещены в контейнерах по бокам грузовой кабины. Баки № 6 жёсткие и выполнены из сплава АМЦм.
В баках установлены центробежные электрические насосы перекачки топлива ЭЦН-75. Контроль работы топливной системы по топливомеру ТПР1-10Т. Применяемое топливо — РТ, ТС, Т-1, в зимнее время к топливу добавляется противокристаллизационная жидкость «И» или «ТГФ».

### Противопожарное оборудование
На вертолёте предусмотрен контроль и тушение возгорания в отсеках двигателей (раздельно) и отсеке ВСУ. Для контроля за возгоранием на борту имеется два комплекта систем ССП-2А (или ССП-ФК). Огнегасящий состав «Фреон-114В» хранится в двух баллонах УБШ-3-3 с пироголовками.
При возникновении пожара автоматически срабатывает сначала первая, а затем и вторая очередь пожаротушения. При необходимости, можно активировать срабатывание пиропатронов вручную кнопками на центральном пульте.

### Система обогрева и вентиляции
Кабина вертолёта негерметична.
Отбор воздуха производится за 12-й ступенью компрессора каждого двигателя. От левого двигателя воздух поступает на обогрев кабины, обзорных стёкол, аккумуляторных отсеков и вентиляции костюмов МСК. От правого двигателя воздух идёт на обогрев отсека вооружения и на обдув кабель-троса прибора 10.
Система кондиционирования построена по стандартной схеме, с холодной и горячей линиями, турбохолодильной установкой. Отличием является применение в системе воздушных химических фильтров ФТВ-200, предназначенных для очистки воздуха от частичек синтетического моторного масла Б-3В, которое является ядовитым. Фильтр задерживает аэрозоль масла и посторонние частицы, а затем доокисляет (дожигает) остатки масла до СО2 и Н2О

### Противообледенительная система
Электрообогрев имеют приёмники воздушного давления ПВД-6М и передние кромки лопастей несущего винта. Горячим воздухом обдуваются остекление и воздухозаборники двигателей. В качестве датчика обледенения применяется радиоизотопный сигнализатор РИО-3.

### Электроснабжение
Основными источниками электроэнергии служат два установленные на редукторе ВР-252 генератора трёхфазного переменного тока ГТ40П48Б на напряжение 208 вольт частотой 400 Гц. Генераторы работают параллельно и синфазно, но каждый на свою сеть. Возможна их параллельная работа на общую сеть. Стабильность частоты тока в сети обеспечивается постоянством частоты вращения двигателей вертолёта. На некоторых модификациях (например, на Ка-27ПС) к объединённой бортсети подключён только левый генератор, а правый является резервным.
Генераторов постоянного тока на вертолёте нет, а постоянный ток в общую сеть 28,5 вольт преобразуется из переменного трёхфазного 208 вольт двумя полупроводниковыми выпрямительными устройствами ВУ-6Б. Сеть 36 В 400 Гц запитана от двух понижающих трансформаторов.
Бортовая сеть вертолёта, для повышения живучести, делится на: левую основную сеть 208 вольт, правую основную сеть 208 вольт, аварийную сеть 115 вольт; нормальную сеть 36 вольт, аварийную сеть 36 вольт; по постоянному току — нормальную сеть, аварийную сеть и питание только от аккумуляторов.
Аварийными источниками служат две никель-кадмиевые батареи 20НКБН-25У3 и два статических полупроводниковых преобразователя тока ПОС-1000А и ПТС-800А.
На земле питание вертолёта производится от наземного источника переменного тока 200÷206 вольт мощностью не менее 40 кВ·А через розетку аэродромного питания ШРАП-400-3ф и от источника постоянного тока 28÷29 вольт мощностью не менее 6 кВт через розетку ШРАП-500. Допускается питать вертолёт только от источника переменного тока и использовать для питания сети постоянного тока бортовые выпрямительные устройства.
Агрегаты и блоки системы:
Генератор ГТ40П48Б — это синхронная шестиполюсная бесщёточная электромашина со встроенным подвозбудителем, возбудителем и блоком вращающихся выпрямителей обмотки возбуждения. В генераторе имеется встроенный расцепитель, который автоматически отсоединяет вал генератора от привода при разрушении подшипников. Охлаждение генератора — воздушное принудительное. Номинальная мощность генератора 40 кВ·А при номинальном токе нагрузки до 111 А. Масса генератора — 47 кг.  Генератор работает в комплекте с аппаратурой: блоком регулирования напряжения БРН120Т5А, блоком защиты и управления БЗУНП355Т, блоком трансформаторов тока БТТ-40ПТ.
Статический преобразователь ПОС-100А преобразует постоянное напряжение 27 вольт в переменное 115 вольт 400 гц. Мощность преобразователя 1000 вт. Выполнен в виде легкосъемного блока массой 21 кг.
Блок чередования фаз БЧФ-208 — это электронное устройство, препятствующее подключение к борту вертолёта наземного источника с неправильным чередованием фаз.
Трансформатор Т1,5/0,2 — силовой трансформатор питания. Понижает трёхфазное питающее напряжение 200 вольт до уровня 36 вольт. Мощность трансформатора 1,5 кВт.
Трёхфазный статический преобразователь ПТС-800А. Преобразует постоянное напряжение 27 вольт в переменное 36 вольт 400 гц. Мощность преобразователя 800 вт. Выполнен в виде легкосъемного блока.
Выпрямительное устройство ВУ-6Б — это трёхфазный преобразователь переменного напряжения 200/115 вольт в постоянное 28,5 вольт. Мощность устройства 6 кВт при токе нагрузки до 200 ампер. Охлаждение воздушное, встроенным вентилятором обдува. Масса блока 9,4 кг.
Аккумуляторная батарея 20НКБН-25 — никель-кадмиевая бортовая аккумуляторная батарея. Состоит из 20 последовательно соединённых щелочных аккумуляторов с общей ёмкостью не менее 25 А·ч. ЭДС заряженной батареи 25 в, напряжение под нагрузкой 100А не менее 23,8 в. Масса батареи — 24 кг.

### Система аварийной, предупреждающей и уведомляющей сигнализации
На вертолёте Ка-27 применяется централизованная система световой и звуковой сигнализации о режимах работы систем и агрегатов, неисправностях и отказах.

### Приборное оборудование
На вертолёте установлено два приёмника воздушного давления ПВД-6М на общей штанге в носу.
Барометрические приборы:
- указатель скорости УС-350К
- высотомер механический ВМ-15К
- высотомер электромеханический УВИД-30-15 (2 шт.)
- датчик воздушной скорости ДВС-24, предназначен для выдачи электрических сигналов потребителям

Гироскопические приборы
- комбинированный прибор ДА-30К
- авиагоризонт АГР-74В
- курсовая система «Гребень»
- выключатель коррекции ВК-90

### Пилотажно-навигационное оборудование
На вертолёте установлен пилотажный комплекс вертолёта ПКВ-252-1 и навигационный комплекс НКВ-252.
Пилотажный комплекс ПКВ-252-1 позволяет выполнять автоматический полёт, автоматизированное зависание вертолёта по показаниям директорного прибора, автоматическое висение вертолёта со стабилизацией высоты по выпущенной длине кабель-троса и углу его наклона. Особенностью вертолёта Ка-27 является совместное управление в полёте лётчика и автоматики, причём вертолёт ведёт автоматика, а лётчик не пилотирует вертолёт в обычном понимании, а только помогает автоматике (но ни в коем случае не противодействует). Полёт на маршруте в установившемся режиме проходит практически без вмешательства лётчика в управление. При вмешательстве в управление при смене полётного режима лётчик нажимает кнопку триммирования, автопилот переходит в режим согласования и не мешает лётчику. После отпускания кнопки автопилот запоминает новый режим и стабилизирует его. Автоматическое управление вертолётом может быть включено на протяжении всего полёта от взлёта до посадки.
Комплекс включает четырёхканальный электрогидравлический автопилот ВУАП-1, гировертикаль МГВ-1СУ8, траекторные вычислители, блок коммутации БК-252М, вычислитель директорного управления ВДУ-252, прибор командный пилотажный ПКП-77, два прибора навигационных плановых ПНП-72-4М, центральный пульт управления ЦПУ-252М2, указатель параметров висения УПВ-У, датчик глубины погружения ДГП-У (в составе «прибора 10» ГАС), датчик троса ДТ-У, два датчика положения троса ДПТ-У, корректор-задатчик высоты КЗВ, радиовысотомер А-036.
Автопилот имеет следующие режимы:
- Согласование
- Стабилизация
- Управление и стабилизация

Комплекс ПКВ-252-1 имеет следующие режимы:
- Управление и стабилизация
- Маршрут
- Посадка-Зависание
- Стабилизация висения
- Стабилизация углового положения троса при транспортировке груза на внешней подвеске

Навигационный комплекс НКВ-252, совместно с пилотажным комплексом ПКВ-252-1, предназначен для:
- вывода вертолёта в район решения тактических задач по заранее запрограммированному маршруту
- вывода вертолёта в точку, заданную экипажу комплексом «Осьминог», или переданную по каналу передачи данных с корабля или соседнего вертолёта
- возврат вертолёта на корабль и построение предпосадочного манёвра

Навигационный комплекс решает следующие задачи:
- определение текущих координат вертолёта
- коррекция координат по сигналам радиолокатора
- формирование траектории полёта вертолёта в горизонтальной и вертикальной плоскости

В состав НКВ-252 входят: курсовая система «Гребень», датчик воздушной скорости ДВС-24, высотомер УВИД-30-15, радиотехническая система «Привод-СВ-Борт», доплеровский измеритель ДИСС-32, радиокомпас АРК-19, прибор ИДС-1, табло и переключатели.

## Радиоэлектронное оборудование

### Радиосвязное оборудование вертолёта
- Аппаратура внутренней связи и коммутации П510 «Знак» на три абонентских аппарата
- МВ-ДМВ радиостанция Р-863, предназначена для двусторонней командно-стартовой связи в пределах прямой видимости с самолётными, наземными и корабельными радиостанциями
- КВ-АМ радиостанция Р-864, для ведения двусторонней связи с дальностью до 1000 км. Диапазон рабочих частот от 2000 до 17999 кГц. Радиостанция может работать в телеграфном или телефонном режиме, с амплитудной модуляцией или на верхней боковой полосе частот. Радиостанция имеет 10 заранее настроенных на земле фиксированных частот (каналов).
- Аварийный всплывающий радиобуй «Призыв-М», находится в хвостовой части вертолёта в коке хвостовой балки. Содержит в себе передатчик аварийной частоты 121,5 и 243 МГц и предназначен для поиска места затонувшего вертолёта и привода летательного аппарата ПСС, оборудованного УКВ-ДЦВ радиокомпасом АРК-УД. Буй отстреливается экипажем при аварии, либо самостоятельно при ударе вертолёта с перегрузкой более 30 G, либо при попадании морской воды на датчик. Плавающий буй соединён с вертолётом фалом, но если глубина затопления вертолёта превышает 100 м, то буй отстыковывается от фала.
- Аварийная радиостанция Р-855У

### Радионавигационное оборудование
Система «Привод-СВ-Борт» является частью бортовой аппаратуры РСБН. Она работает с наземными радиомаяками РСБН-2Н, РСБН-4Н, посадочными маяками ПРМГ-4, ПРМГ-5, корабельными радиомаяками «Привод-В» и «Привод-СВ» в режимах «Навигация» или «Посадка», а также обеспечивает двустороннюю телекодовую связь «земля-борт», «борт-земля» и «борт-борт». Состав системы:
- антенно-фидерная система «Поток-П»
- подсистема «Радикал-Н» (радиомаячная аппаратура)
- подсистема «ВН-Привод» (цифровой вычислитель)
- подсистема «АПД-Привод» (аппаратура телекодовой связи)
- блоки связи и управления

Доплеровский измеритель скорости и угла сноса ДИСС-32 предназначен для непрерывного измерения и индикации трёх составляющих: вектора путевой скорости, значения путевой скорости и угла сноса, а также выдачи электрических сигналов потребителям.
Автоматический радиокомпас АРК-19 «Оленёк» предназначен для определения курсовых углов радиостанций.
Радиовысотомер А-036 измеряет текущую высоту полёта вертолёта над любой поверхностью, выдаёт её значение экипажу и в виде электрических сигналов — потребителям.

### Радиотехническое оборудование
Самолётный радиолокационный ответчик СРО-2

### Поисковое противолодочное оборудование
Это автономное оборудование, работа которого не связана с другими системами вертолёта. Включает магнитометр АПМ-73В и радиопеленгатор А-100 «Пахра». Приёмно-индикаторное устройство (ПИУ) А-100 «Пахра» обеспечивает панорамный автоматический обзор выставленных буёв РГБ-Н и РГБ-НМ-1, контроль их работоспособности и прослушивание шумов моря.

## Противолодочный комплекс
Основным противолодочным оборудованием вертолёта является поисково-прицельная система «Осьминог», которая образована четырьмя подсистемами: гидроакустической, радиолокационной, индикации навигациоино-тактической обстановки, информационно-вычислительной.

### Поисково-прицельная система «Осьминог»
Бортовой комплекс оборудования «Осьминог» включает:
- радиолокационную станцию «Инициатива-2КМ», обтекатель которой расположен в носовой части фюзеляжа (обеспечивает решение навигационных задач, обнаружение подводных лодок в надводном положении), и радиомаяки-ответчики;
- опускаемую гидроакустическую станцию ВГС-3 («Рось-В»), размещённую в задней части фюзеляжа (обеспечивает обнаружение и определение координат подводной лодки);
- прицельно-вычислительное устройство для автоматического вывода вертолёта в точку сброса средств поражения.

Кроме того, с вертолёта сбрасываются (на профессиональном жаргоне — выставляются) 36 гидроаккустических буёв, сигнальные (ориентирные) морские авиабомбы (ОМАБ-Н и ОМАБ-Д) и радиотехнические маяки-ответчики.
Дальность обнаружения надводных целей при полёте на высоте 100—500 м:
- при ЭПР 250 м — не менее 25 км;
- при ЭПР 2 м — не менее 5 км;

Дальность обнаружения подводной цели типа ДЭПЛ пр.613 на скорости 6-8 узлов, глубине 100 м, волнении моря 2 балла — 8 км
В составе ППС «Осьминог» имеется информационно-вычислительная подсистема на базе бортовой цифровой вычислительной машины (БЦВМ) и система индикации навигационной и тактической обстановки. ППС имеет несколько различных режимов, обеспечивающих решение противолодочных задач: «Навигация», «Поиск», «Слежение», «Атака», и вспомогательный режим — «Контроль». ИНТО обеспечивает отражение первичной (радиолокационной) и вторичной (ВГС, ЦВМ) информации. Диаметр экрана составляет 300 мм. ЦВМ типа СТС-ВМ обеспечивает выполнение 150000 операций в секунду.
В конструкции ГАС предусмотрено семь родов работы: шумопеленгования («ШП»), эхопленгования («ЭП»), ручного сопровождения («РС»), шагового поиска («АП»), автоматического сопровождения («АСЦ»), полуавтоматического сопровождения цели («ПАСЦ») и контроля.

## Контрольно-записывающая аппаратура
На вертолёте установлен малогабаритный бортовой регистратор параметров «Тестер-У3» и магнитофон МС-61Б.
Регистратор параметров «Тестер-У3» записывает 46 непрерывных аналоговых сигналов и 29 бинарных сигналов. Запись производится на магнитную ленту шириной 25,4 мм с покрытием из железоникельхромового сплава. Заправка ленты обеспечивает непрерывное автоматическое стирание и запись последних трёх часов полёта. Накопитель с плёнкой должен сохранять информацию и выдерживать воздействие температуры 1000 °С в течение 15 мин, перегрузку до 200 единиц, нахождение в морской воде не менее 5 суток. Дешифрирование информации с накопителя производится на стандартной аппаратуре типа «Луч».

## Вооружение
Для уничтожения подводной лодки на вертолёт подвешивается одна авиационная противолодочная ракета типа АПР-3 или унифицированная малогабаритная торпеда УМГТ-1, ориентирные морские бомбы типа ОМАБ-25-12Д (дневная) или ОМАБ-25-8Н (ночная)
На правом борту фюзеляжа может быть установлен кассетный держатель КД-2-323 для внешней подвески грузов (бомб)

## Модификации
| Название модели                               | Краткие характеристики, отличия. |
| --------------------------------------------- | --- |
| Ка-252                                        | Палубный противолодочный вертолёт, прототип. |
| Ка-252                                        | Палубный противолодочный вертолёт, второй прототип. |
| Ка-252ТЛ                                      | Вертолёт телеметрии в составе корабельного комплекса. |
| Ка-27                                         | Палубный противолодочный вертолёт, серийный. Экипаж 3 человека. |
| Ка-27Д                                        | Дозорный вертолёт, проект. |
| Ка-27Е                                        | Вертолёт радиационной разведки. |
| Ка-27М                                        | Модификация противолодочного вертолёта Ка-27. На нулевом этапе испытаний получил шифр 20Д2, далее 21Д2, 22Д2, в серии 27Д2. |
| Ка-27ПВ                                       | Опытный пограничный вариант, вооружённый ракетами Х-35. Прототип экспонировался на выставке МАКС. |
| Ка-27ПК                                       | Опытный противокатерный вертолёт, лаборатория «Камертон» с Х-35 |
| Ка-27ПКЦ                                      | Опытный противокатерный вертолёт-целеуказатель, проект. |
| Ка-27ПМ                                       | Противоминный вертолёт, проект. |
| Ка-27ПС                                       | Корабельный поисково-спасательный вертолёт. Экипаж 4 человека. |
| Ка-27ПСД                                      | Поисково-спасательный вертолёт увеличенной дальности. |
| Ка-27ПСМ                                      | Корабельный поисково-спасательный вертолёт модернизированный, проект. |
| Ка-27РЭП                                      | Опытный вертолёт радиоэлектронного подавления, серийно не строился. |
| Ка-28                                         | Экспортный вариант многоцелевого вертолёта Ка-27, с упрощённым составом оборудования. В 21 веке ограничено поставляется в части МА ВМФ ввиду нехватки Ка-27. |
| Ка-29 (Ка-252ТБ)                              | Транспортно-боевой, предназначен для транспортировки, высадки и огневой поддержки морской пехоты. Имеет стрелково-пушечное и ракетно-бомбовое вооружение и локальное бронирование кабины экипажа. Экипаж 2 человека. |
| Ка-31 (Ка-27РЛД)                              | Вертолёт ДРЛО. |
| Ка-32                                         | Гражданская модификация, сертифицированная по международным нормам лётной годности FAR-29/FAR-33 и поставляемая в Канаду, Малайзию, Швейцарию, Южную Корею. Известны следующие модификации: Ка-32А — транспортный; Ка-32А0 — вертолёт-кран с упрощённым оборудованием; Ка-32А1 — пожарный; Ка-32А2 — для авиации МВД (полицейский); Ка-32С — судовой. |
| Ка-32А-4                                      | Военный вертолёт, поставленный в ВВС Южной Кореи. |
| Проект пассажирского вертолёта на базе Ка-29. | |

### Ка-27Е
На базе Ка-27 был разработан Ка-27Е (Ка-252Е «Советник-СВ»). Вертолёт базировался на корабле обеспечения «Апшерон» и предназначался для мониторинга кораблей на предмет наличия на борту радиоактивных материалов. Построено 2 вертолёта.

### Ка-27ПС
Морской спасательный вертолёт Ка-27ПС предназначен для спасения или оказания помощи экипажам морских и воздушных судов, терпящих бедствие, а также поиска спускаемых космических аппаратов.
В состав специальных средств входит радионавигационная аппаратура А-817, предназначенная для обнаружения радиолокационных маяков-ответчиков и высвечивания их местоположения на индикаторе кругового обзора РЛС. В состав аппаратуры входит УКВ антенна на мотогондоле и блок С1.7 на пульте оператора. Радиолокационная станция, сопряжённая с аппаратурой А-817, получила обозначение «Осьминог-ПС». Она обеспечивает поиск приводнившихся СА космических кораблей и других объектов, оборудованных радиолокационными маяками — ответчиками и маркерными буями. Для вывода вертолёта в заданный район по сигналам радиомаяков установлен автоматический радиокомпас АРК-УД. Измерение уровней радиации в кабине лётчика производится рентгенометром ДП-3Б. На Ка-27ПС, установлен навигационный комплекс НКВ-252, в состав которого входят бортовая радиотехническая аппаратура автоматизированной системы ближней навигации и посадки А-340-СВ-БОРТ, курсовая система «Гребень-2», доплеровский измеритель скорости и угла сноса ДИСС-32, датчик воздушной скорости, барометрический высотомер УВИД-30-15, автоматический радиокомпас.
Экипаж Ка-27ПС состоит из четырёх человек: командира, штурмана, борттехника и фельдшера-спасателя. Фельдшер-спасатель имеет полноценную медицинскую и водолазную подготовку, кроме того, также должен быть готов спуститься по лебёдке с высоты 50 метров (тренировку на опускание спасателя в море остряки прозвали «рыбалкой»). Спасательная модификация вертолёта имеет характерную окраску — белые борта и широкие красные полосы на брюхе и спине фюзеляжа.
Спасательный вертолёт имеет дополнительные средства подъёма, спасения и освещения. На левом борту снаружи у грузовой двери установлено подъёмное устройство — электролебёдка СЛГ-300, механизм поворота, стрела и гидроцилиндр подъёма и опускания стрелы — грузоподъёмностью до 300 кг. К подъёмному устройству можно присоединить универсальное или лямочное сиденье, пояс для подъёма космонавтов в ложементе. Сбрасываемые средства спасения включают надувной пояс НП-2А, две лодки ЛАС-5М-3, 12 плотов ПСН-6АМ, два маркерных буя системы «Призыв-М». Комплектация поискового оборудование изменяется в широких пределах в зависимости от задачи. Существует, например, такой вариант: 10 спасательных жилетов, два плота ПСН-6АМ, две ориентирных морские бомбы ОМАБ, дополнительный запас топлива 110 л. Для облегчения поиска и спасения в ночных условиях дополнительно установлены четыре фары ПРФ-4МП (мощностью 1000 ватт каждая), одна ФПП-7 и одна ФР-9. Кроме того, возможно применение ручного сигнального прожектора РСП-45. Фары ПРФ-4МП и ФПП-7М используются для освещения груза на внешней подвеске или местности под вертолётом, ФР-9 — для освещения спасаемых; две внешние фары ПРФ расположены снизу по оси симметрии фюзеляжа с двух сторон. Аварийные радиоустройства состоят из комплекса «Призыв-М» и двух автоматически отстреливаемых радиомаркеров для обозначения объекта поиска.
Поисково-спасательный вариант эксплуатирующей организацией может переоборудоваться в учебный. На рабочем месте штурмана устанавливаются ручка продольно-поперечного управления, педали путевого управления, рычаг общего шага. Вместо блока 1С57 РЛС устанавливается приборная доска инструктора с указателями скорости, высоты и курса, вариометр, авиагоризонты — всего шесть приборов. При использовании вертолёта в санитарном варианте устанавливаются четверо носилок с лямками крепления, привязные ремни для раненых. Медико-санитарное оборудование включает два складных табурета, два термоса по 3 л, столик медработника, набор шин, два кислородных прибора ГС-10, врачебную укладку, бачок для воды на 3 л. Санитарно-бытовое оборудование состоит из ведра, гигиенических пакетов, двух надувных матрасов с насос-помпами для их наполнения, армейские одеяла, писсуаров.

### Ка-27ПСД
Поисково-спасательный вертолёт Ка-27ПСД является дальнейшим развитием Ка-27ПС. Он отличается тем, что имеет увеличенную до 12 000 кг максимальную взлётную массу. На нём усилено шасси, установлены дополнительные топливные баки (общая вместимость топливной системы у этого вертолёта достигла 4830 л).

### Ка-27М
Модернизация вертолёта назрела очень давно.
Впервые работы по замене целевого оборудования были проведены ещё в 1998 году на вертолёте Ка-27ПЛ № 09-09. Второй вертолёт, серийный номер 012-01, переоборудован в 2008 году. О завершении государственных испытаний Ка-27М сообщалось в 2015 году.
Основой вооружения противолодочного вертолёта Ка-27М является разработанная АО "Корпорация «Фазотрон-НИИР» радиолокационная командно-тактическая система (РКТС), включающая в себя новую акустическую и магнитометрическую системы, систему радиоразведки и новую информационно-вычислительную систему. Ядром боевой командной системы является новая когерентно-импульсная БРЛС с активной фазированной антенной решёткой.
По данной теме новые вертолёты не производятся. В Ка-27М переоборудуются вертолёты Ка-27ПЛ при плановом ремонте на заводе.

## Тактико-технические характеристики
Приведённые характеристики соответствуют модификации Ка-27ПЛ.
- Экипаж — 3
- Пассажировместимость — нет
- Длина фюзеляжа — 12,25 м
- Диаметр несущего винта — 15,9 м
- Диаметр рулевого винта — отсутствует
- Максимальная ширина фюзеляжа — 3,8 м
- Высота (по колонке винта) — 5,4 м
- Масса пустого — 6100 кг
- Нормальная взлётная масса — 10600 кг
- Макс. взлётная масса — 12 000 кг
- Ёмкость топливной системы — 3900 литров (макс. до 4270 л)
- Двигатель — 2хТВЗ-117КМ сер.3
- Мощность — 2х2225 л. с. (на взлётном режиме)
- Максимально допустимая скорость — 291 км/ч
- Крейсерская (экономическая) скорость — 118 км/ч
- Боевой радиус действия (с нахождением в районе 1,4 час) — 200 км
- Перегоночная дальность (с доп. баком на 100 кг топлива) — 1000 км
- Практический потолок — 3500 м
- Боевая нагрузка — до 2000 кг
- Основное вооружение:
  - Бомбовое: восемь бомб ПЛАБ−250−120, ориентирные бомбы типа ОМАБ
  - Торпедное: одна торпеда или ракета-торпеда типа: АТ-1М, ВТТ-1, УМГТ-1 «Орлан», АПР-2 «Ястреб-М»

## На вооружении
- Авиация ВМФ России — около 45 Ка-27ПЛ, 22 Ка-27М и 16 Ка-27ПС по состоянию на 2024 год[8].
- Пограничная служба Федеральной службы безопасности Российской Федерации — не более 20 единиц Ка-27ПС, по состоянию на 2016 год[9]
- Авиация ВМС Украины — более 4-х Ка-27, по состоянию на 2023 год[10]
- Авиация ВМС Вьетнама — 10 Ка-28, по состоянию на 2023 год[11]
- Авиация ВМС Индии — 12 Ка-28, по состоянию на 2023 год[12]
- Авиация ВМС КНР[англ.] — 14 Ка-28, по состоянию на 2023 год[13]
- ВМС Сирии — 4 Ка-28, по состоянию на 2023 год[14]

### Состоял на вооружении
- Авиация ВМФ СССР[англ.] — состоял на вооружении авиации ВМФ в качестве палубного вертолёта в следующих авиационных частях:
- 830-й отдельный корабельный противолодочный вертолётный Киркенесский Краснознамённый полк Северного флота, аэродром Североморск-2
- 78-й отдельный корабельный противолодочный вертолётный полк Черноморского флота, аэродром Донузлав
- 25-й отдельный корабельный противолодочный вертолётный полк Черноморского флота, аэродром Кача
- 710-й отдельный корабельный противолодочный вертолётный полк Тихоокеанского флота, аэродром Новонежино
- 745-й отдельный корабельный противолодочный вертолётный полк Балтийского флота, аэродром Донское
- 175-я отдельная противолодочная вертолётная эскадрилья Тихоокеанского флота, аэродром Елизово.

Подготовкой вертолётчиков на Ка-27 занималось Сызранское ВВАУЛ
- ВМС Алжира — 3 Ка-27ПС, по состоянию на 2016 год[15]
- Вооружённые силы Йемена — некоторое количество Ка-27, по состоянию на 2016 год[16]
- ВВС СФР Югославии[англ.] — Ка-28 стоял на вооружении 784-й эскадрильи противолодочных вертолётов 97-й авиационной бригады базировавшейся на авиабазе[хорв.] в Дивулье и предназначенного для береговых операций и поддержки ВМС СФР Югославии. Помимо Ка-28 на вооружении эскадрильи стояли Ка-25 и Ми-14.
- ВВС СР Югославии[англ.] — 2 вертолёта Ка-28 сняты с вооружения и находятся в Сербии в Белградском музее авиации.
- Революционный военный флот Кубы

## Тактика применения
Вертолёты обычно действуют парами: один обнаруживает подводную лодку, другой её поражает, обеспечивая противолодочную оборону на площади около 2000 км². По боевой эффективности вертолёты Ка-27 превосходят вертолёты Ка-25 в 3-5 раз.

## Аварии и катастрофы
(список неполный)
- 26 ноября 1980 года на Площадь Восстания в г. Казани из-за полной выработки топлива сел на авторотации вертолёт Ка-27, перегоняемый в составе группы вертолётов из Кумертау в Североморск-2, транзитом через Казань. Вертолёт завалился на бок, был повреждён проходящий мимо трамвай без пассажиров. Жертв нет.[17][18][19][20].
- 24 апреля 1982 года, во время государственных испытаний тяжёлого авианесущего крейсера «Новороссийск» проводились ночные полёты при сильной бортовой качке. Во время посадки вертолёта из-за жёсткого приземления сложилась опора шасси и он завалился набок. Вращающиеся лопасти ударили по алюминиевой переборке дежурного по полётной палубе. Находившийся на посту матрос И. Павлюченко погиб.
- 26 сентября 1983 года, во время проведения учений «Океан-83» произошло чрезвычайное происшествие на полётной палубе ТАКР «Новороссийск». При раскрутке винтов произошёл перехлёст лопастей, вертолёт получил повреждения, экипаж невредим, но отлетевший противофлаттерный груз смертельно ранил старшего техника вертолёта лейтенанта Мокханова.
- 23 июня 1987 года. Вертолёт Ка-27, 710-й ОКПЛВП, Новонежино. При отработке висения над водной поверхностью вертолёт попал в режим вихревого кольца, упал и затонул. Командир экипажа сумел выбраться и был спасён, старший штурман полка утонул с вертолётом.
- 6 мая 1988 года. Катастрофа Ка-27, Сызранское ВВАУЛ, командир лётчик-инструктор капитан Чекунин С. И. Вертолёт столкнулся с землёй из-за отказа авиатехники, погиб командир вертолёта и курсант Тагин В. В.
- 16 мая 1988 года, в районе аэродрома Североморск-3, во время выполнения тренировочного полёта в сложных метеоусловиях потерпел катастрофу Ка-27ПЛ из 830-го ОКПЛВП, пилотируемый л-том Ю. В. Николайчуком. В результате вывода вертолёта за пределы полётных ограничений произошло схлёстывание лопастей винтов. Вертолёт упал, экипаж погиб.
- 11 августа 1988 года, во время нахождения ТАКР «Баку» в Средиземном море, в конце светового дня выполнялся взлёт Ка-27 с палубы корабля. Через 14 мин после взлёта начал перегреваться правый двигатель. Командир экипажа подполковник С. В. Сандаков принял решение вернуться на корабль, но, не дотянув полтора километра до корабля, вертолёт аварийно приводнился с выпущенными баллонетами. Экипаж успешно подобран, вертолёт для дефектации отказа постарались спасти, для чего в сложных условиях (качка) его просто подтянули к борту корабля, но за ночь в условиях шторма его разбило о борт, остатки машины затонули.
- 12 сентября 1988 года, катастрофа вертолёта Ка-27, аэродром Кульбакино (33-й ЦБП и ПЛС АВМФ), командир вертолёта капитан Горяев А. Г. Тренировочный полёт «под шторкой», с зависанием над водой на предельно малой высоте. Через 25 минут после взлёта произошло самовыключение правого двигателя, вследствие разрушения внешнего гибкого вала привода регулятора частоты вращения свободной турбины из-за усталостного разрушения кожуха, хомутов и кронштейнов его крепления. Вертолёт упал в воду. Через 15 мин на борт катера был поднят штурман вертолёта ст. лейтенант Томилин В. В. в удовлетворительном состоянии. Командир вертолёта и старший инструктор-штурман полковник Подчасов О. С. погибли.
- 2 ноября 1988 года. Авария Ка-27 710-го ОКПЛВП (Новонежино). Экипаж ст. л-та А. С. Кузнецова выполнял ночной полёт в зону на практический потолок и непреднамеренно уклонился от маршрута вправо на 13 км. По возвращении домой руководитель полётов дал команду экипажу обозначить себя включением фар. Включив фары, вертолётчики увидели прямо перед собой лесистый склон сопки Литовка (г. Фалаза, высота 1279 м), и резко взяли «на себя» управление. Вертолёт грубо приземлился на склон и завалился на бок. Экипаж жив, вертолёт восстановлению не подлежал.
- 9 июня 1989 года. Катастрофа вертолёта Ка-27 Сызранского ВВАУЛ из-за разрушения редуктора. Погиб курсант Муллагильдин Р. М.
- 22 июля 1989 года. Чрезвычайное происшествие в 710-м ОКПЛВП (Новонежино). Экипаж ст. л-та С. С. Шевченко перегонял Ка-27ПС с аэродрома Сухая Речка в Новонежино. Вероятно, из хулиганских побуждений, через 12 мин после взлёта вертолёт отклонился от маршрута, вышел на автодорогу и снизился над ней до предельно малой высоты. На скорости около 220 км/ч машина стала рубить винтами верхушки деревьев с правой стороны дороги. Лётчик попытался уйти влево, но вертолёт просел и задел левой киль-шайбой встречный автобус. Затем его бросило вправо, на металлическую ферму высотой 6 м, после чего Ка-27 рухнул на подвернувшийся автомобиль «Москвич» и взорвался. Кроме экипажа, погибла ехавшая в автомобиле семья из четырёх человек, в том числе двое детей.
- 24 июля 1994 года, при перелёте с аэродрома Североморск-2 на площадку пос. Видяево разбился Ка-27ПС из 830-го полка (Североморск-2), на котором летела хирургическая бригада главного госпиталя Северного флота для оказания помощи пострадавшему военнослужащему. На удалении 17-18 км от аэродрома вылета вертолёт вошёл в полосу низкой облачности. Командир решил поднырнуть под облака для восстановления визуального контакта, но на 10 мин полёта столкнулся с землёй и загорелся. Двое пассажиров выбрались, экипаж 4 человека и один пассажир погибли.
- 22 октября 1997 года при перевозке группы руководства полётами с полигона Спирово на базовый аэродром Торжок столкнулся с земной поверхностью и разрушился вертолёт Ка-27ПС, командир вертолёта м-р Илюйкин М. И. Экипаж и три пассажира погибли. Причиной явилась потеря лётчиком пространственной ориентировки при отсутствии видимости световых ориентиров.
- 26 марта 2003 года. Ка-27ПС, 289-й ОПЛАП, Николаевка, ТОФ. Вертолёт разбился ночью в Уссурийском заливе сразу после взлёта с БПК проекта 1155 «Адмирал Трибуц». Из-за потери лётчиком пространственной ориентации вертолёт выполнил сложную пространственную фигуру, с переворотом через несущий винт в верхней точке, и упал в воду в 430 метрах от корабля. Экипаж 3 человека и 1 пассажир погибли[21].
- 25 марта 2009 году в Индии, недалеко от Гоа, разбился Ка-28, жертв нет[22]
- 4 мая 2009 года. Ка-27ПС 396-й отдельной корабельной противолодочной вертолётной эскадрильи БФ. Вертолёт при посадке на корабль «Ярослав Мудрый» задел лопастями корабельные надстройки, опрокинулся и затонул. Всех пятерых людей, находившихся на борту, с травмами различной тяжести удалось поднять из воды.[23].
- 23 сентября 2010 году Ка-28 разбился на Украине, погибли двое[24].
- 13 апреля 2018 году в Калининградской области в районе Балтийского моря потерпел крушение Ка-29. Оба пилота погибли.
- 24 сентября 2021 году Ка-27 Погранслужбы ФСБ потерпел катастрофу во время учебно-тренировочного полёта в районе горы Острой (на высоте больше 900 метров) на Камчатке, экипаж погиб.[25][26][27]